# スチルカメラマン

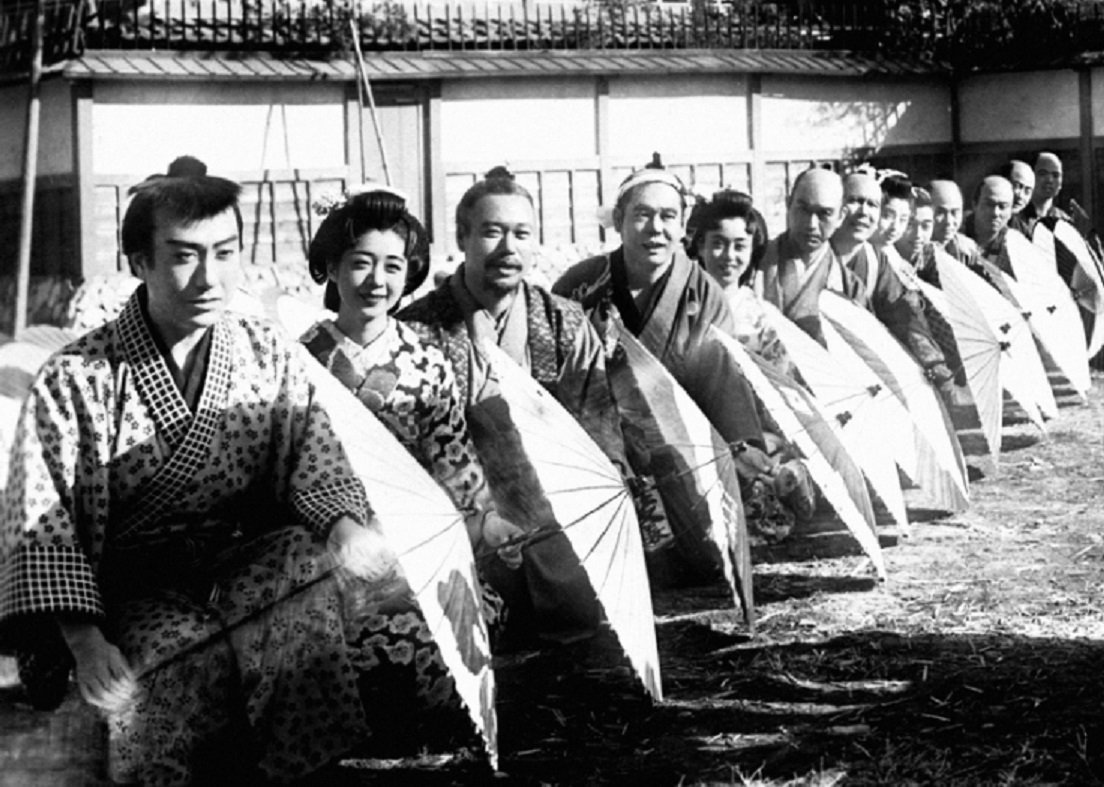
『鴛鴦歌合戦』（1939年）でのラストのダンスシーンのスチル写真。映画原版からの抜き出しではなくスチルカメラマンの仕事である。

スチルカメラマン、スチールカメラマン（英語: movie still(s) photographer）は、映画を中心とした映像製作において、宣伝用の静止画写真を撮影する写真家である。日本語ではスチールマンともいう。

## 略歴・概要
スチルカメラマンは、映画の撮影現場で仕事をする職能であるが、その仕事が作品の製作に直接関与することはない。通常は映画会社の広報・宣伝部や、作品の宣伝チームに雇用され、ポスター、雑誌、新聞等のメディアで使用するための写真を撮影する。
撮影現場では、映画監督および助監督、照明部といった関係スタッフとともに作業をし、必要な写真を撮影する。撮影本番中のシーンをスチル撮影することもあり、その際にはサウンド・ブリンプを使用してシャッター音を消音し、録音部が雑音を拾わないようにする。撮影中のスチル撮影が不可能な場合、助監督、俳優、照明部の協力を得てシーンを再現（つくりと呼ぶ）、スチル撮影を行う。
スチルカメラマンは、シーンの撮影のほか、俳優陣と、ロケーション撮影の撮影現場あるいはセット撮影の大道具（舞台装置）を別々に撮影しておく。DVD発売時の特典にみられるようなメイキング写真も同様である。撮影用の衣裳をまとった俳優たちの写真を撮ることも必要とされる。こういった写真は、他の画像やイラスト等と組み合わせ、ポスターやファンブック等で使用されることがある。

## 日本

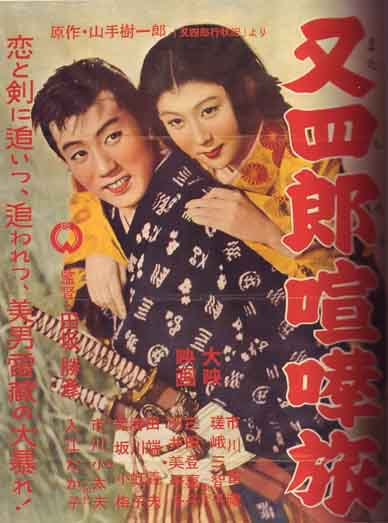
『又四郎喧嘩旅』（1956年）のポスターにはスチルカメラマン松浦康雄撮影の写真を大きく使用、文字を載せた。

日本におけるスチルカメラマンは、かつては撮影所に所属していたスタッフであった。撮影所に写真部があり、スチル写真用の現像室も存在した。宣伝部が撮影所の機構上に存在し、撮影・現像された写真は宣伝部とともに選定し、作品ごとに通し番号を振った。スチル写真は、宣伝部が管理し、宣伝用のポスターや各劇場が作成するプログラム等の宣伝材料（宣材）、撮影所の宣伝部が発行した雑誌に使用され、出版社が発行する映画雑誌に掲載するために紙焼きの貸与も行った。
サイレント映画の時代においては、同時録音が行われておらず、本番中のシャッター音は問題はなかった。トーキーの時代になり、録音部が同時録音を行うようになってからは、シーンの撮影が終了した時点で、撮影現場・舞台装置において、スチル写真用の演出をスチルカメラマンあるいは助監督が行って、スチル撮影は行われた。実際に存在しないシーンであっても、映画を象徴するカットであれば、監督やプロデューサー、宣伝担当と打ち合わせの上で、演出して撮影した。
日本のスチルカメラマンの仕事の範囲は、宣伝用写真の撮影だけではなく、衣裳合わせの際の記録用の写真、実際に作品の中で使用される、遺影やアルバム、フォトフレームのなかに登場する小道具としての写真（劇用写真）の撮影にまで及ぶ。これらは衣裳を担当するセカンド助監督、小道具を担当するサード助監督との打ち合わせのもとに行われる。
1929年（昭和4年）の牧野省三没後、京都のマキノ・プロダクションが発表した新体制の組織図には、組織上「写真部」が存在し、「写真部主任」として同社のスチルカメラマンである松浦康雄の名が挙げられている。第二次世界大戦後、1951年（昭和26年）、大映（現在の角川映画）が京都に持っていた大映京都撮影所の組織図には、製作部宣伝課に「写真係」が存在し、撮影係長には浅見庸矩、スタッフには戦前からのスチルカメラマン浅田延之助や斎藤勘一、藤岡輝夫らの名が挙げられている。
1960年代に、日本の映画界は斜陽化の時代を迎え、撮影所の合理化の過程のなかで、部門分社化・アウトソーシングを行うにつれて、徐々に各撮影所から、社員あるいはそれに準じた専属契約のスチルカメラマンは、1980年代までにフリーランス化が行われた。宣伝部も本社の営業部（配給部門）の機構になっていく。やがて、ポラロイド等のインスタントカメラやDPEの安価での普及により、衣裳合わせでの写真撮影は助監督や衣裳部が行うようになっていた。専業の職業的スチルカメラマンよりも、音楽雑誌等のカメラマン、写真家らが副業的に撮影の現場に入ることが増え、昔ながらのスチルカメラマンによる演出の出番は、特別に設けられた「ポスター撮り」「特写」の機会に限られるようになり、本番直前の「テスト」「本番テスト」時に消音器を装着した写真機材による撮影で、ライヴ感のあるスチル写真が求められるようになる。
2000年代、ほとんどのスチル撮影用の機材はデジタル化し、スチル写真の提供の方法も、電子メール添付や登録制のダウンロードを各配給会社の宣伝部・宣伝会社から行うようになっている。

## おもなスチルカメラマン

### 職業的スチルカメラマン
Category:スチルカメラマン
- エリオット・マークス （en:Elliott Marks）
- ガウタム・ラジャダクシャ （en:Gautam Rajadhyaksha）
- モーリス・タバール
- ロジェ・コルボー （fr:Roger Corbeau）
- アンヌ＝マリー・ミエヴィル - のちに映画監督
- 松浦康雄
- 浅田延之助
- 斎藤勘一
- 藤岡輝夫
- 荻野昇
- 堺謙一
- 坂東正男
- 吉崎松雄
- 柳沢英雄
- 加藤光男
- 目黒祐司 [1]
- 西池正満
- 前田昭二
- 松木修
- 半田一道（元野猿）

### 映画スチルを手がけた写真家
- 浅井慎平 - 『竜馬暗殺』（1974年）
- 荒木経惟 - 『ツィゴイネルワイゼン』（1980年）
- 佐内正史 - 『うずまき』（2000年）
- 常盤響 - 『ヴァイブレータ』（2003年）

## オンラインデータベース上の混同
キネマ旬報が運営するキネマ旬報映画データベースでは、スタッフ欄の「スクリプター」に、「スチルカメラマン」が混同されて表記、「脚本家」に分類されているが、これは誤りである。同データベースをそのまま使用しているgoo 映画、Movie Walker、あるいはウィキペディア日本語版でもこの表記を引用した誤記のページが存在する。

## 関連文献
※ 英語版記事より
- Stage and Theater Photography, Jeff Lowenthal, 1965.
- The Alvin Ailey American Dance Theater, photography by Susan Cook ; commentary by Joseph H. Mazo, New York, Morrow, 1978.
- Creative Techniques in Stage & Theatrical Photography, by Paddy Cutts, Rosemary Curr, Quite Specific Media Group, September 1983, ISBN 978-0713406672.
- Photography and the Performing Arts, Gerry Kopelow, Focal Press, June 9, 1994., ISBN 978-0240801681.
- The Complete Guide to Night and Low-Light Photography, Lee Frost, Amphoto Books, March 15, 2000., ISBN 978-0817450410.
- Movie Photos: The guide to marketing and publicity photography, Alex Bailey, Imagebarn, 19 Jun 2008., ISBN 978-0955933707

## 関連事項
- 写真家
- 映画宣伝
- サウンド・ブリンプ（en:Sound blimp）
- メイキング （en:Making-of）

## 註
1. 1 2 3  宣伝スチール 目黒祐司さん、日活、2009年12月22日閲覧。
2. ↑  松浦康雄、日本映画データベース、2009年12月22日閲覧。
3. ↑  1929年 マキノ・プロダクション御室撮影所所員録、立命館大学、2009年12月22日閲覧。
4. ↑  浅田延之助、日本映画データベース、2009年12月22日閲覧。
5. ↑  斎藤勘一、日本映画データベース、2009年12月22日閲覧。
6. ↑  藤岡輝夫、日本映画データベース、2009年12月22日閲覧。
7. ↑  大映京撮スタッフ紹介、立命館大学、2009年12月22日閲覧。
8. ↑  例: 荻野昇 - 荻野昇、キネマ旬報映画データベース / 荻野昇、日本映画データベース、いずれも2009年12月22日閲覧。